# Coronia (korporacja)
Korporacja Akademicka Coronia – polska korporacja akademicka, założona w Warszawie w 1922 roku. Kandydowała do Związku Polskich Korporacji Akademickich przy korporacji Sarmatia. Używa barw czarno-złoto-purpurowych.
Coronia została reaktywowana 21 grudnia 1996 roku w Warszawie dzięki staraniom K! Sarmatia. W chwili obecnej zawiesiła swą działalność.